# Kirchschlag (Zwettl)
Kirchschlag is een gemeente in de Oostenrijkse deelstaat Neder-Oostenrijk, gelegen in het district Zwettl (ZT). De gemeente heeft ongeveer 700 inwoners.

## Geografie
Kirchschlag heeft een oppervlakte van 29,28 km². Het ligt in het noordoosten van het land, ten noordwesten van de hoofdstad Wenen en ten zuiden van de grens met Tsjechië.
Allentsteig · Altmelon · Arbesbach · Bad Traunstein · Bärnkopf · Echsenbach · Göpfritz an der Wild · Grafenschlag · Groß Gerungs · Großgöttfritz · Gutenbrunn · Kirchschlag · Kottes-Purk · Langschlag · Martinsberg · Ottenschlag · Pölla · Rappottenstein · Sallingberg · Schönbach · Schwarzenau · Schweiggers · Waldhausen · Zwettl
- Gemeinsame Normdatei: 4996894-4
- Library of Congress Control Number: nr97033388
- MusicBrainz: c1de3f3a-583a-4ca6-81f7-011c7e499e42
- Nationale Bibliotheek van Israël: 987007545161605171
- Virtual International Authority File: 158925912
- WorldCat: E39PBJqVTF7Df7FDxcdDv3pByd